# Lara Fabian (альбом, 1991)
Lara Fabian (также известен под названием Eponyme) — дебютный студийный франкоязычный альбом певицы Лары Фабиан, записанный в августе 1991 года, в Канаде, изданный в 1991 году. Диск был распродан тиражом более 100 000 копий, заслужив сначала статус золотого, а затем — платинового. Переиздавался в 1996 году.

## Об альбоме
В отличие от более поздних альбомов певицы, её первая работа не предоставляет возможности оценить её голосовой диапазон, многие отрывки песен спеты в верхнем регистре. Кроме того, на этом альбоме почти нет характерных для Лары Фабиан позже баллад. В альбоме три медленных песни («Dire», «Je m’arrêterais pas de t’aimer» и «Simplement»). Остальные композиции альбома представлены популярной танцевальной музыкой.
На песню «Je m’arrêterais pas de t’aimer» был снят клип. Эта композиция посвящена первой любви певицы.

## Список композиций
| #  | Название                         | Музыка                      | Слова                       | Длительность |
| -- | -------------------------------- | --------------------------- | --------------------------- | ------------ |
| 1  | «Qui pense à l’amour»            | Рик Аллисон                 | Лара Фабиан, Рик Аллисон    | 04:29        |
| 2  | «Les murs»                       | Фрэнк Оливье                | Фрэнк Оливье                | 04:23        |
| 3  | «Pourquoi pas l’exotisme?»       | Meissner Stan, Seth Swirsky | Meissner Stan, Seth Swirsky | 04:22        |
| 4  | «Je m’arrêterais pas de t’aimer» | Лара Фабиан                 | Лара Фабиан                 | 02:43        |
| 5  | «Le jour où tu partiras»         | Фрэнк Оливье                | Фрэнк Оливье                | 03:34        |
| 6  | «Simplement»                     | Фрэнк Оливье                | Фрэнк Оливье                | 03:21        |
| 7  | «Réveille-toi brother»           | Рик Аллисон, Langis Marc    | Лара Фабиан                 | 04:19        |
| 8  | «Dire»                           | Рик Аллисон                 | Лара Фабиан                 | 04:06        |
| 9  | «Il suffit d’un éclair»          | Meissner Stan               | Meissner Stan               | 04:13        |
| 10 | «Croire»                         | Jacques Cardona             | Alain Garcia                | 02:44        |
| 11 | «Adagio»                         | Lara Fabian                 |                             |              |